# آن غريث جنسن
آن غريث جنسن (بالدنماركية: Anne Grethe Törnblad)‏ هي فارسة سباق دنماركية، ولدت في 7 نوفمبر 1951 في Næstved ‏ في الدنمارك.

## وصلات خارجية
- آن غريث جنسن على موقع الاتحاد الدولي للفروسية (الإنجليزية)
- آن غريث جنسن على موقع FEI (رابط بديل) (الإنجليزية)
- آن غريث جنسن على موقع اللجنة الأولمبية الدولية (الإنجليزية)
- آن غريث جنسن على موقع أوليمبيديا (الإنجليزية)